# Marine péruvienne
La Marine péruvienne (espagnol: Marina de Guerra del Perú) est la marine de guerre de la République du Pérou. C’est une des trois composantes des forces armées péruviennes avec l’armée de terre et l'armée de l'air péruviennes.

## Histoire

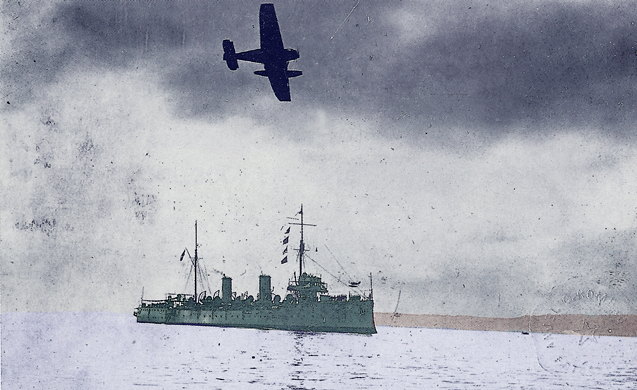
Un navire et un avion péruvien durant la guerre péruano-équatorienne de 1941.

La marine de guerre péruvienne fut créée le 8 octobre 1821 par le gouvernement du général José de San Martín. Elle fut engagée pour la première fois dans la guerre d’indépendance du Pérou (1821-1824) et fut formée à partir des navires de guerre de la marine espagnole capturés.
Quatre ans plus tard, elle participe à la guerre contre la Grande Colombie (1828-1829) pour faire le blocus du port de Guayaquil. Cette opération, qui devient un succès péruvien, favorise le débarquement des troupes péruviennes, lesquelles parviennent à occuper un point stratégique de la Grande Colombie.
Au cours des années suivantes, la participation de la marine péruvienne devient plus active principalement notamment lors du combat d'Islay au sein des guerres de la confédération péruano-bolivienne (1836-1839) ou pendant la guerre hispano-sud-américaine (1866) contre l’Espagne.
Avant le début la guerre du Pacifique (1879-1884), la marine péruvienne n’avait pas eu le temps de se moderniser et ses forces restaient donc inférieures en nombre par rapport à la puissante flotte chilienne. En dépit des difficultés, le commandant de la marine péruvienne, l’amiral Miguel Grau, à bord de son monitor Huáscar, parvient à couler La Esmeralda, un vieux mais emblématique navire de la marine chilienne. Pendant six mois, le capitaine du Huáscar maintient sous pression la marine chilienne, mais il est défait par la flotte chilienne à la bataille décisive d’Angamos.
Après la défaite de 1883, la marine connaît une période difficile de restauration qui dure quinze ans. Ce n’est qu’à partir de 1907 que le Pérou reprend la reconstruction de sa flotte avec l’achat de deux croiseurs protégés britanniques, « Almirante Grau » et « Colonel Bolognesi », et deux sous-marins français « Ferré » et « Palacios ».
Sous le gouvernement du président Augusto B. Leguía y Salcedo, la marine péruvienne connaît sa plus belle période grâce à la création du Ministère de la Marine et d’un corps d'aviation navale.

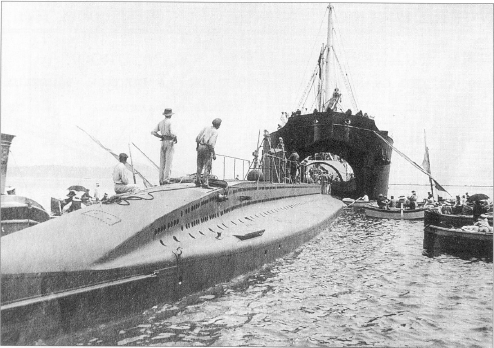
Chargement à Toulon du sous-marin Ferré de 46 mètres de long construit par Schneider et Cie pour la marine péruvienne à bord du Kanguroo en 1912.

Au cours du XXe siècle, des conflits territoriaux qui éclatent entre le Pérou et la Colombie en 1911 et 1932, et puis entre le Pérou et l’Équateur en 1941, entraînent l’intervention de la flotte péruvienne pour appuyer les efforts de l’armée de terre.
Pendant la Seconde Guerre mondiale, l’attaque japonaise sur Pearl Harbor précipita le conflit naval sur les eaux de l'Océan Pacifique. Pourtant, le Pérou ne déclare la guerre aux forces de l’Axe qu’en 1945 et limite sa marine à des missions de patrouille pour assurer le respect de ses eaux territoriales face à toute menace japonaise.
Vers la fin des années 1970, le Pérou entreprend un programme de modernisation de sa flotte, lequel lui permet temporairement de rattraper son retard et d’atteindre une supériorité navale face à son ancienne rivale, la marine du Chili. Avec la crise économique du milieu des années 1980, plusieurs navires de guerre sont démantelés dû à une réduction des fonds pour l’entretien des bâtiments.
La croissance économique des années 1990-2000 a permis en partie la modernisation de la flotte péruvienne, mais à une échelle réduite par rapport aux années 1980.
Dans les années 2020, la Corée du Sud devient un très important acteur de la renouvellement de la flotte. En mars 2024, un accord de 463 m$ est signé entre Hyundai Heavy Industries et les Services industriels de la Marine, la plus importante commande jamais passée par un pays sud-américain à l’industrie de défense sud-coréenne, pour la construction d’une frégate modèle HDF-3200 de 3 400 tonnes, d’un patrouilleur hauturier de 2200 tonnes, de deux navires de débarquement de 1 400 tonnes, ainsi que quatre navires de guerre des mines. Un autre accord est signé le 16 novembre 2024 entre HHI et SIMA pour développer un modèle de sous-marin spécifiquement conçu pour la Marine péruvienne.

## Organisation
Selon la Constitution du Pérou, les forces navales se trouvent sous l’autorité du Ministère de la Défense et répondent finalement à l’appel du président de la République péruvienne, commandant en chef des forces armées péruviennes. Les autorités sont organisées comme suit :
- Comandante General de la Marina (Commandant général de la Marine)
- Jefe del Estado Mayor General de la Marina (Chef d’état-major de la marine)
- Inspector Genereal de la Marina (Inspecteur général de la marine)
- Comandante General de Operaciones del Pacífico (Commandant général des opérations du Pacifique)
- Fuerza de Superficie (Forces de surface)
- Fuerza de Submarinos (Forces sous-marines)
- Fuerza de Aviación Naval (Forces d’aviation navale)
- Fuerza de Infantería Marina (Forces d’infanterie marine)
- Fuerza de Operaciones Especiales (Forces d’opérations spéciales)
- Comandante General de Operaciones de la Amazonia (Commandant général des opérations amazoniennes)
- Dirección General de Capitanías y Guardacostas (Direction générale de capitaineries et garde-côtes)

## Bases navales

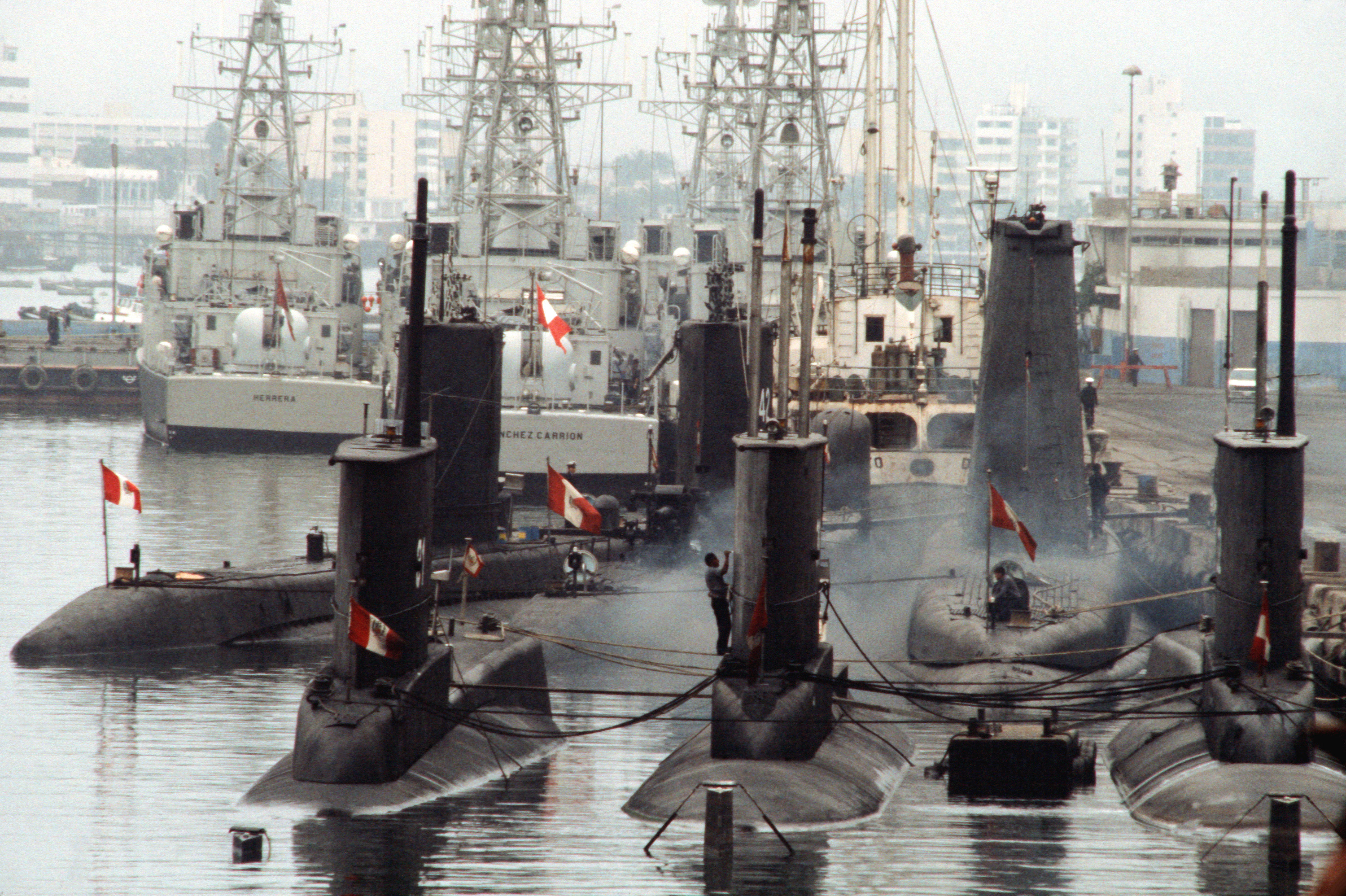
Base navale de Callao en 1984.

- Ancón – Quartier général et base de l’infanterie navale
- Callao – Base navale principale, chantier naval et base de l’aviation navale
- Chimbote – Base navale mineure et chantier naval
- Iquitos – Base fluviale sur l’Amazone
- Paita – Base navale mineure
- Pisco – Base navale mineure
- Puno – Base sur le lac Titicaca
- San Juan de Marcona – Base aéronavale

## Navires

### Navires en 2008
| Navire                                           | Origine                                | Type                                        | Classe                                 | En service                             | Notes |
| Croiseur lance-missiles (1 en service)           | Croiseur lance-missiles (1 en service) | Croiseur lance-missiles (1 en service)      | Croiseur lance-missiles (1 en service) | Croiseur lance-missiles (1 en service) | Croiseur lance-missiles (1 en service)                                                                           |
| ------------------------------------------------ | -------------------------------------- | ------------------------------------------- | -------------------------------------- | -------------------------------------- | --- |
| BAP Almirante Grau (CLM-81)                      | Pays-Bas                               | Croiseur léger                              | Classe De Zeven Provinciën             | Non                                    | Ancien HNLMS De Ruyter mis sur cale en 1939 (C-801), navire amiral péruvien, retiré le 26 septembre 2017         |
| Sous-marins (6 en service)                       |                                        |                                             |                                        |                                        | |
| BAP Angamos (SS-31)                              | Allemagne                              | Type 209/1200                               | Classe Angamos                         | Oui                                    | Ancien BAP Casma,                                                                                                |
| BAP Antofagasta (SS-32)                          | Allemagne                              | Type 209/1200                               | Classe Angamos                         | Oui                                    | |
| BAP Pisagua (SS-33)                              | Allemagne                              | Type 209/1200                               | Classe Angamos                         | Oui                                    | |
| BAP Chipana (SS-34)                              | Allemagne                              | Type 209/1200                               | Classe Angamos                         | Oui                                    | Ancien BAP Blume                                                                                                 |
| BAP Islay (SS-35)                                | Allemagne                              | Type 209/1100                               | Classe Islay                           | Oui                                    | Entré en service le 29 août 1974, modernisé en 2008                                                              |
| BAP Arica (SS-36)                                | Allemagne                              | Type 209/1100                               | Classe Islay                           | Oui                                    | Entré en service le 21 janvier 1975, modernisé en 2008                                                           |
| Frégates lance-missiles (8 en service)           |                                        |                                             |                                        |                                        | |
| BAP Carvajal (FM-51)                             | Italie                                 | Frégate Classe Lupo                         | Classe Carvajal                        | Non                                    | Transféré à la garde côtière péruvienne le 26 décembre 2013 sous le nom de BAP Guardiamarina San Martin (PO-201) |
| BAP Villavisencio (FM-52)                        | Italie                                 | Frégate Classe Lupo                         | Classe Carvajal                        | Oui                                    | |
| BAP Montero (FM-53)                              | Pérou                                  | Frégate Classe Lupo                         | Classe Carvajal                        | Oui                                    | Devient navire amiral en 2017 sous le nom de BAP Almirante Grau (FM-53)                                          |
| BAP Mariátegui (FM-54)                           | Pérou                                  | Frégate Classe Lupo                         | Classe Carvajal                        | Oui                                    | |
| BAP Aguirre (FM-55)                              | Italie                                 | Frégate Classe Lupo                         | Classe Aguirre                         | Oui                                    | Ancien Orsa (F-567)                                                                                              |
| BAP Palacios (FM-56)                             | Italie                                 | Frégate Classe Lupo                         | Classe Aguirre                         | Oui                                    | Ancien Lupo (F-564)                                                                                              |
| BAP Bolognesi (FM-57)                            | Italie                                 | Frégate Classe Lupo                         | Classe Aguirre                         | Oui                                    | Ancien Perseo (F-566)                                                                                            |
| BAP Quiñones (FM-58)                             | Italie                                 | Frégate Classe Lupo                         | Classe Aguirre                         | Oui                                    | Ancien Saggitario (F-565)                                                                                        |
| Corvettes lance-missiles (6 en service)          |                                        |                                             |                                        |                                        | |
| BAP Velarde (CM-21)                              | SFCN France                            | Corvette Classe PR-72P                      | Classe Velarde                         | Oui                                    | |
| BAP Santillana (CM-22)                           | SFCN France                            | Corvette Classe PR-72P                      | Classe Velarde                         | Oui                                    | |
| BAP De Los Heros (CM-23)                         | SFCN France                            | Corvette Classe PR-72P                      | Classe Velarde                         | Oui                                    | |
| BAP Herrera (CM-24)                              | France                                 | Corvette Classe PR-72P                      | Classe Velarde                         | Oui                                    | |
| BAP Larrea (CM-25)                               | France                                 | Corvette Classe PR-72P                      | Classe Velarde                         | Oui                                    | |
| BAP Sánchez Carrión (CM-26) (es)                 | France                                 | Corvette Classe PR-72P                      | Classe Velarde                         | Oui                                    | |
| Landing Ship Tank (2 en service, 2 hors service) |                                        |                                             |                                        |                                        | |
| BAP Paita (DT-141)                               | États-Unis                             | Bâtiment de débarquement de chars           | Classe Terrebonne Parish               | Non                                    | ex-USS Walworth Count (LST-1164)                                                                                 |
| BAP Pisco (DT-142)                               | États-Unis                             | Bâtiment de débarquement de chars           | Classe Terrebonne Parish               | Non                                    | ex-USS Waldo County (LST-1163)                                                                                   |
| BAP Callao (DT-143)                              | États-Unis                             | Bâtiment de débarquement de chars           | Classe Terrebonne Parish               | Oui                                    | ex-USS Washoe County (LST-1165)                                                                                  |
| BAP Eten (DT-144)                                | États-Unis                             | Bâtiment de débarquement de chars           | Classe Terrebonne Parish               | Oui                                    | ex-USS Traverse County (LST-1160)                                                                                |
| Landing Platform Dock (2 en construction)        |                                        |                                             |                                        |                                        | |
| BAP Paita                                        | Pérou                                  | Bâtiment de transport de chalands amphibies | Classe Makassar                        | Non                                    | |
| BAP Pisco                                        | Pérou                                  | Bâtiment de transport de chalands amphibies | Classe Makassar                        | Non                                    | |
| Canonnières fluviales (6 en service)             |                                        |                                             |                                        |                                        | |
| BAP Loreto (CF-11)                               | États-Unis                             | Canonnière fluviale                         | Classe Loreto                          | Oui                                    | |
| BAP Amazonas (CF-12)                             | États-Unis                             | Canonnière fluviale                         | Classe Loreto                          | Oui                                    | |
| BAP Marañón (CF-13)                              | Royaume-Uni                            | Canonnière fluviale                         | Classe Marañón                         | Oui                                    | |
| BAP Ucayali (CF-14)                              | Royaume-Uni                            | Canonnière fluviale                         | Classe Marañón                         | Oui                                    | |
| BAP Clavero (CF-15)                              | Pérou                                  | Canonnière fluviale                         | Classe Clavero                         | Non                                    | Endommagé |
| BAP Putumayo (CF-16)                             | Pérou                                  | Canonnière fluviale                         | Classe Clavero                         | Non                                    | Démantelé |
| Navires auxiliaires (12 en service)              |                                        |                                             |                                        |                                        | |
| BAP Tacna (ARL-158)                              | Pays-Bas                               | Navire ravitailleur                         |                                        | Oui                                    | ancien HNLMS Ámsterdam (A-836) de la Marine royale néerlandaise                                                  |
| BAP Mollendo (ATC-131)                           | Pérou                                  | Transport de troupes                        | Classe Mollendo                        | Oui                                    | Entraînement de la marine                                                                                        |
| BAP Marte (ALY-313)                              | Canada                                 | Yacht                                       | Classe Marte                           | Oui                                    | Entraînement de la marine                                                                                        |
| BAP Unanue (AMB-160)                             | États-Unis                             | Navire support de plongée                   | Classe Sotoyomo                        | Oui                                    | |
| BAP San Lorenzo (ART-323)                        | Allemagne                              | Navire à récupération de torpilles          | Classe Lorenzo                         | Oui                                    | |
| BAP Caloyeras (ACA-111)                          | États-Unis                             | Bateau-citerne côtier                       | Type YW                                | Oui                                    | |
| BAP Noguera (ACP-118)                            | États-Unis                             | Pétrolier côtier                            | Type YO                                | Oui                                    | |
| BAP Gauden (ACP-119)                             | États-Unis                             | Pétrolier côtier                            | Type YO                                | Oui                                    | |
| BAP Guardian Rios (ARB-123)                      | États-Unis                             | Remorqueur offshore                         | Classe Cherokee                        | Oui                                    | |
| BAP Dueñas (ARB-126)                             | États-Unis                             | Remorqueur côtier                           | -                                      | Oui                                    | |
| BAP Bayovar (ATP-154)                            | Russie                                 | Pétrolier                                   | Type Grigoriy Nesterenko               | Oui                                    | Ancien Petr Schmidt                                                                                              |
| BAP Zorritos (ATP-155)                           | Russie                                 | Pétrolier                                   | Type Grigoriy Nesterenko               | Oui                                    | Ancien Grigoriy Nesterenko                                                                                       |
| BAP Morona (ABH-302)                             | Pérou                                  | Navire-hôpital fluvial                      | Classe Morona                          | Oui                                    | |
| BAP Corrientes (ABH-303)                         | Pérou                                  | Navire-hôpital fluvial                      | -                                      | Oui                                    | |
| BAP Curaray (ABH-304)                            | Pérou                                  | Navire-hôpital fluvial                      | -                                      | Oui                                    | |
| BAP Pastaza (ABH-305)                            | Pérou                                  | Navire-hôpital fluvial                      | -                                      | Oui                                    | |
| BAP Puno (ABH-306)                               | Royaume-Uni                            | Navire-hôpital lacustre                     | Classe Yavarí                          | Oui                                    | Employé par la Marine du Pérou                                                                                   |
| Navires océanographiques (6 en service)          |                                        |                                             |                                        |                                        | |
| BIC Humboldt                                     | Pérou                                  | Navire océanographique                      | Classe Humboltd                        | Oui                                    | |
| BAP Carrasco (BOP-171)                           | Pérou                                  | Navire océanographique                      | Classe Polar                           | Oui                                    | Construit en 05/2017                                                                                             |
| BAP Stiglich (AH-172)                            | Pérou                                  | Navire océanographique                      | Classe Morona                          | Oui                                    | |
| BAP La Macha (AEH-174)                           | Pérou                                  | Navire océanographique                      | -                                      | Oui                                    | |
| BAP Carrillo (AH-175)                            | Pays-Bas                               | Navire océanographique                      | Classe van Straelen                    | Oui                                    | Ancien dragueur de mines, HNLMS van Hamel                                                                        |
| BAP Melo (AH-176)                                | Pays-Bas                               | Navire océanographique                      | Classe van Straelen                    | Oui                                    | Ancien dragueur de mines, HNLMS van der Wel                                                                      |

### Navires musées
| Navire              | Origine     | Type                   | Classe         | Désarmé | Notes                                                    |
| ------------------- | ----------- | ---------------------- | -------------- | ------- | -------------------------------------------------------- |
| BAP América (RH-90) | Royaume-Uni | Canonnière fluviale    | Classe América | -       | navire en réparation dans le chantier naval SIMA Iquitos |
| BAP Abtao (SS-42)   | États-Unis  | Sous-marin Type Sierra | Classe Abtao   | 1998    | converti en navire musée en 2004                         |

### Nouveaux navires retirés
| Navire                | Origine     | Type                | Classe                 | Désarmé         | Notes                                     |
| --------------------- | ----------- | ------------------- | ---------------------- | --------------- | ----------------------------------------- |
| BAP Ferré (DM-74)     | Royaume-Uni | Contre-torpilleur   | Classe Daring          | 3 juillet 2007  | Ancien HMS Decoy (D106)                   |
| BAP Talara (ATP-152)  | Pérou       | Navire ravitailleur | Classe Talara          | 12 août 2008    | -                                         |
| BAP Lobitos (ATP-153) | États-Unis  | Pétrolier           | Classe Sealift Pacific | 20 juillet 2008 | Ancien USNS Sealift Caribbean (T-AOT-174) |

### Navires duXIXesiècle
Guerre du Pacifique (1879-1884) :
- Unión (corvette) (1864-1881)
- Huáscar (monitor) (1864-1879)
- Independencia (frégate) (1865-1879)
- Manco Cápac (monitor) (1868-1880)
- Atahualpa (monitor) (1868-1881)
- Pilcomayo (canonnière) (1874-1879)